# Jerzy Probosz
Jerzy Probosz (ur. 2 kwietnia 1901 w Istebnej, zm. 29 maja 1942 w KL Dachau) – polski prozaik, poeta i publicysta.

## Życiorys
Syn ubogiego górala, ukończył pięć klas szkoły ludowej. Pracował przy wyrębie lasu. Działał w Związku Młodzieży Katolickiej, Macierzy Szkolnej i Związku Górali Śląskich. W 1927 napisał swoją pierwszą sztukę. Później współpracował z „Gwiazdką Cieszyńską”, na której łamach publikował swoje wiersze.
Aresztowany przez hitlerowców 17 grudnia 1939, zginął w obozie koncentracyjnym w Dachau. Wspomniany jest na nagrobku swoich rodziców, Michała i Anny, na cmentarzu katolickim przy kościele p.w. Dobrego Pasterza w Istebnej.
Jego wnukiem jest aktor i reżyser Marek Probosz.

## Wybrane dzieła
- Wesele górali istebniańskich - widowisko regionalne w czterech obrazach,
- Niknące zawody,
- Nadzwyczajni ludzie,
- O tych, co z gór naszych odeszli.

## Odznaczenia
- Srebrny Wawrzyn Akademicki (5 listopada 1938)[2].